# Drapelul Gambiei

Raport: 2:3

Drapelul Gambiei este drapelul național al Gambiei. Este alcătuit din trei benzi orizontale: roșu, albastru și verde separate de două benzi albe subțiri. Adoptat în 1965 pentru a înlocui drapelul albastru britanic care reprezenta Colonia și Protectoratul Gambia, acesta este steagul Republicii Gambia de când țara a obținut independența în acel an. A rămas neschimbat pe tot parcursul confederației de șapte ani dintre Gambia cu Senegal.

## Istorie
Britanicii au ajuns pentru prima dată în Gambia actuală în 1661, când au cucerit insula James. Au început să construiască forturi în jurul confluenței râului Gambia cu Oceanul Atlantic și și-au extins treptat controlul în amonte. Această zonă a devenit protectorat în anii 1820 sub jurisdicția Sierra Leone și, în cele din urmă, s-a dezvoltat ca o colonie separată a Regatului Unit în cadrul imperiului său colonial în 1888. Acest nou statut a permis Gambiei să aibă propriul său steag colonial „distinct”.Acest lucru se datorează faptului că li s-a permis coloniilor să utilizeze British Blue Ensign pe care să adauge elementele proprii în conformitate cu Legea de Apărare Navală Colonială din 1865. Stema Gambiei de la acea vreme consta dintr-un cerc care înfățișa un elefant, un palmier și dealuri, împreună cu litera „G” care reprezintă prima literă a numelui teritoriului.
Gambiei i s-a acordat auto-guvernarea în 1963.  Blue Ensign a continuat să fie folosit până când a fost acordată independența deplină în 1965. Designul câștigător pentru noul steag a fost creat de Louis Thomasi, care lucra drept contabil. Este unul dintre puținele steaguri africane care nu folosește culorile principalului partid politic al țării, deoarece designul său „nu are bază politică”. A fost ridicat pentru prima oară la miezul nopții, la 18 februarie 1965, ziua în care Gambia a devenit o țară independentă. În 1982, Gambia a format o confederație cu Senegal, care a durat șapte ani înainte de dizolvarea sa în 1989. Cu toate acestea, această uniune mai strânsă nu a dus la schimbarea simbolurilor naționale, iar drapelul gambian a continuat să fie arborat în acest timp.

## Design

### Simbolism
Culorile steagului poartă semnificații culturale, politice și regionale. Albastrul face aluzie la râul Gambia, care este caracteristica geografică cheie a națiunii și de la care țara își trage numele. Roșul evocă soarele - având în vedere apropierea Gambiei de Ecuator -, precum și savana, în timp ce benzile subțiri albe reprezintă „unitate și pace”. Verdele simbolizează pădurea [3] și bunurile agricole de care poporul gambian depinde în mare măsură, atât pentru exporturi, cât și pentru utilizarea lor personală.

### Asemnănări
Culorile steagului: roșu, albastru, verde și alb sunt aceleași cu cele prezente pe stema Gambiei.